# Babai der Große
Babai der Große (* um 551 in Beth Ainata; † 628) war ein wichtiger Theologe innerhalb der Assyrischen Kirche des Ostens. Babai wurde in einer wohlhabenden persischen Familie geboren. Er studierte an der Schule von Nisibis. Er belebte die Klosterbewegung der Assyrischen Kirche des Ostens wieder. Er war auch der dritte Abt des Klosters auf dem Berg Izla, dessen Gründer Abraham von Kaschkar war. Er ist auch bekannt für die systematische Christologie.

## Leben
Babai der Große wurde in Beth Ainata in Beth Zabdai im Sassanidenreich geboren. Als Sohn einer wohlhabenden persischen Familie geboren studierte er in großem Umfang Pahlavi-Bücher. Unter der Leitung von Abraham von Beth Rabban setzte er seine Studien an der Schule von Nisibis fort. Um 571, als der Origenist Henana von Adiabene neuer Rektor wurde und Abraham von Kaschkar ein neues Kloster am Berg Izla über Nisibis gründete, lehrte er einige Zeit am Xenodocheio von Nisibis. Anschließend trat er dem neu gegründeten Kloster Abrahams auf dem Berg Izla bei. Als Abraham 588 starb, verließ Babai das Kloster, um in seinem Heimatland Beth Zabdai ein Kloster mit einer Schule zu gründen. Babai wurde nach seiner Rückkehr der dritte Abt des Klosters auf dem Berg Izla.
Abraham von Kaschkar begann eine Reformbewegung der Klöster, die Babai und andere seiner Schüler fortsetzten, da Bar Sauma und das Konzil von Beth Lapat, Mönche und Nonnen dazu ermutigte zu heiraten. Als Babai 604 zum Berg Izla zurückkehrte, schloss er verheiratete Mönche aus dem Kloster aus und führte strikte Disziplin ein, wobei er ein von Gebeten und Einsamkeit geprägtes Leben in den Vordergrund rückte. Dies resultierte darin, dass viele Mönche, nicht nur verheiratete, das Kloster verließen, aber die assyrische Kirche war auf Babais Seite.
Im Jahr 604 starb der assyrische Katholikos Sabrisho, und ein Nachfolger musste gewählt werden. Das Konzil lehnte den Kandidaten des Königs Chosrau II. ab und wählte stattdessen Gregor. Als auch dieser Katholikos im Jahr 608/609 starb, schlug der königliche Arzt Gabriel von Schiggar vor, Henana von Adiabene oder einen seiner Schüler zum Katholikos zu machen. Dieser Vorschlag versetzte die Kirche in Schrecken, es war der Kirche jedoch verboten, den Katholikos selbst zu bestimmen, bis der König 628 abgesetzt und ermordet wurde.
Um die königliche Vorschrift zu umgehen, wurde Babai der Große zum „Besucher der Klöster“ im Norden gemacht und regierte die Kirche zusammen mit dem Erzbischof Mar Aba. Diese neue Position gestattete es ihm, die Orthodoxie der Klöster und der Mönche im nördlichen Mesopotamien zu kontrollieren und Disziplin und Ordnung durchzusetzen.
Babai der Große und Mar Aba regierten so die Kirche des Ostens für 17 Jahre, bis der König im Jahre 628 ermordet wurde. Babai wurde sofort offiziell zum Katholikos gewählt, lehnte den Posten jedoch ab. Kurze Zeit später wurde er im Alter von 75 oder 77 Jahren tot in seiner Klosterzelle aufgefunden.

## Babais Lehren
Abgesehen davon, dass Babai die Disziplin in den Klöstern stärkte und die Kirche verwaltete, ist er bekannt für seine orthodoxen Lehren. Zwischen 610 und 628 fanden die verheerendsten Kriege zwischen dem byzantinischen Reich und dem Perserreich statt. Erst eroberten die Perser Teile des byzantinischen Reichs, das hauptsächlich von Miaphysiten (Monophysiten) und Chalcedoniern bewohnt wurde. Um Beliebtheit bei den neu gewonnenen Provinzen zu erlangen, unterstützte König Chosrau II. die Assyrische Kirche des Ostens nicht mehr. Während des byzantinischen Gegenschlags 622-628 gewannen vor allem die Miaphysiten die Oberhand, und viele Dörfer traten zum miaphysitischen Glauben über.

### Babais Schriften
Um die ostsyrische Theologie und Kultur zu erklären und gegen die Miaphysiten zu verteidigen, verfasste Babai etwa 84 Schriften. Er entwickelte eine systematische Christologie, die für die Kirche des Ostens maßgebend wurde. Von seiner intensiven exegetischen Arbeit über die Bibel ist nichts erhalten geblieben. Bis heute sind lediglich zwei Hagiographien zum asketischen Leben und zur Mythologie erhalten geblieben.
An den überlieferten Schriften wird ersichtlich, dass seine Hauptquelle Theodor von Mopsuestia war, obwohl er auch einige Kirchenväter zitierte. Es kann nicht nachgewiesen werden, dass er in der Lage war, Griechisch zu lesen, weshalb er sich wahrscheinlich auf Übersetzungen verlassen musste. Er kämpfte hauptsächlich gegen die Miaphysiten und den Origenisten Henana. Sie stellten die inneren Feinde Babais dar. Des Weiteren richteten sich seine Schriften gegen Mani, Marcion, Bar Daisan, die Messalianer und den allgemeinen Verlust von Disziplin seit dem Konzil von Beth Lapat.
Babais systematischste erhaltene Schrift ist das Buch der Einheit, das sich mit den christlichen Gebräuchen auseinandersetzt und aus über 200 Seiten besteht, die in sieben Kapitel unterteilt sind.
Eine wichtige Quelle für Babais Position gegen Origenes und seinen Nachfolger ist sein Kommentar zu Evagrius Ponticus. Er zeigt auch seinen Widerspruch gegen den Messalianismus. Ein Manuskript aus dem 8. Jahrhundert wurde überliefert, in dem ein Text von Evagrius mit einem gekürzten Kommentar von Babai versehen wurde. Die längere Version des Kommentars, die Babai früher schrieb, ging jedoch verloren.

### Babais Christologie
Babai setzte sich hauptsächlich mit den theologischen Ansätzen von Theodor von Mopsuestia und Diodorus von Tarsus auseinander. Er bezog sich aber auch auf Johannes Chrysostomos, die kappadokischen Kirchenväter und auf Ephraem den Syrer, der auch im Westen akzeptiert war. Durch seine exegetischen Methoden führte er die rationalen Thesen des Theodor von Mopusestia und die mythischen Schriften von Autoren wie Evagrius zusammen.